# Snivilisation
Az 1994-es Snivilisation az Orbital duó harmadik nagylemeze, és az első, amelynek van címe. Az Are We Here? és Sad But True dalokon Alison Goldfrapp énekel. Az Are We Here? felkerült az Orbital Work 1989–2002 című válogatáslemezére.
Az album akkor jelent, meg, amikor megszavazták a Criminal Justice Act-ot, amely nagyobb hatalmat biztosított a brit rendőrségnek. Az Are We Here? kislemezen ezért szerepelt egy Are We Here? (Criminal Justice Bill?) című szám, ami lényegében négyperces néma csend.
Az Are We Here? dalon hallható a The Specials Man At C&A dalának egy része. Az album a 4. helyig jutott a Brit albumlistán, amelyen négy hetet töltött.
Szerepel az 1001 lemez, amit hallanod kell, mielőtt meghalsz című könyvben, továbbá bekerült a Q magazin minden idők 25 legjobb dance-albuma listájára. A magazin 1994. végi összeállításán a legjobb 10 album egyike volt.

## Az album dalai
|     | Cím                                          | Szerző(k)                    | Hossz |
| --- | -------------------------------------------- | ---------------------------- | ----- |
| 1.  | Forever                                      | Paul Hartnoll, Phil Hartnoll | 7:59  |
| 2.  | I Wish I Had Duck Feet                       | Hartnoll, Hartnoll           | 4:05  |
| 3.  | Sad But True (közreműködik Alison Goldfrapp) | Hartnoll, Hartnoll           | 7:49  |
| 4.  | Crash and Carry                              | Hartnoll, Hartnoll           | 4:43  |
| 5.  | Science Fiction                              | Hartnoll, Hartnoll           | 5:03  |
| 6.  | Philosophy by Numbers                        | Hartnoll, Hartnoll           | 6:39  |
| 7.  | Kein Trink Wasser                            | Hartnoll, Hartnoll           | 9:24  |
| 8.  | Quality Seconds                              | Hartnoll, Hartnoll           | 1:25  |
| 9.  | Are We Here? (közreműködik Alison Goldfrapp) | Hartnoll, Hartnoll           | 15:33 |
| 10. | Attached                                     | Hartnoll, Hartnoll           | 12:25 |

## Fordítás
Ez a szócikk részben vagy egészben a Snivilisation című angol Wikipédia-szócikk ezen változatának fordításán alapul.  Az eredeti cikk szerkesztőit annak laptörténete sorolja fel. Ez a jelzés csupán a megfogalmazás eredetét és a szerzői jogokat jelzi, nem szolgál a cikkben szereplő információk forrásmegjelöléseként.